# Piazza Jan Palach
La Piazza Jan Palach (in ceco: Náměstí Jana Palacha) è una piazza della Città Vecchia di Praga. Si trova nella riva destra del fiume Moldava, accanto al vecchio quartiere ebraico.

## Nome
Il primo nome del luogo era Rejdiště, in onore del maneggio che si trovava nella piazza, e tra il 1916 e il 1919 la piazza portò il nome dell'imperatrice austriaca Zita di Borbone-Parma. Nel 1919 prese il nome di Smetanovo náměstí in onore di Smetana e durante l'occupazione nazista il luogo era stato ribattezzato Mozartplatz ("Piazza Mozart"). Il nome precedente della piazza, usato nell'era comunista, era Náměstí Krasnoarmějců, ossia "Piazza dei Soldati dell'Armata Rossa", e dal 1948 commemorava i soldati sovietici uccisi durante la liberazione di Praga nel maggio del 1945. Il nome attuale apparve brevemente tra il 1969 e il 1970 e venne reso permanente il 20 dicembre 1989 dopo la rivoluzione di velluto. Commemora Jan Palach, uno studente che si diede fuoco il 16 gennaio 1969 per protestare contro l'occupazione sovietica della Cecoslovacchia.

## Edifici e strutture

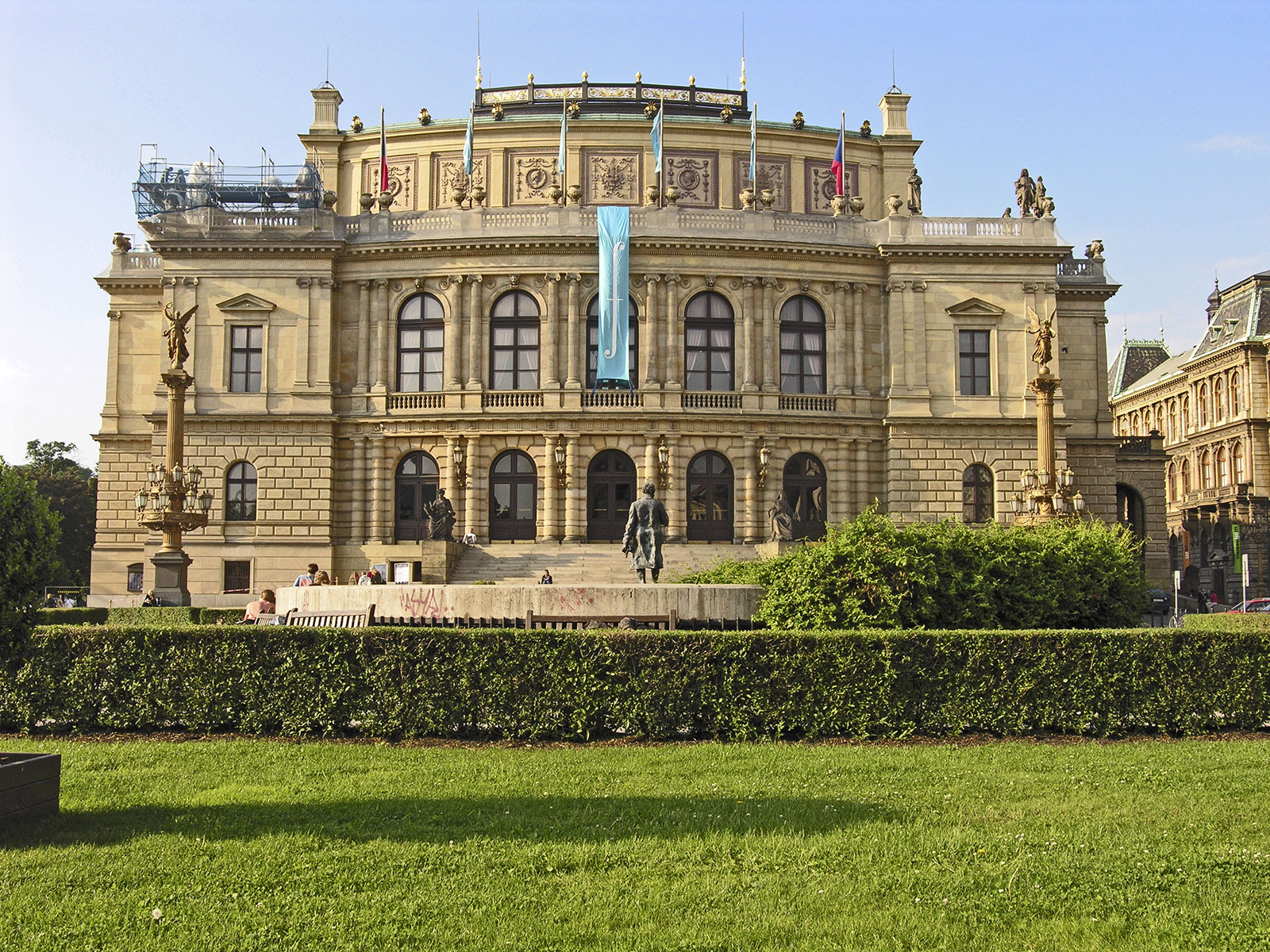
Il Rudolfinum con la statua di Antonín Dvořák.

Il lato ovest della piazza è adiacente al fiume Moldava. Il ponte Mánes (1911–1916) connette la Piazza Jan Palach a Malá Strana (la "città minore") sulla riva opposta. Questo lato della piazza offre inoltre una buona vista del castello di Praga, la collina di Petřín e il ponte Carlo. Sul lato nord si trova la sala da concerti neorinascimentale Rudolfinum (1876–1884). L'edificio sul lato est (1924–1930) ospita la facoltà di filosofia (Filozofická fakulta) dell'università Carolina e l'edificio del lato sud (1885) appartiene all'accademia di arte, architettura e disegno (Vysoká škola umělecko-průmyslová). Su uno dei muri esterni della facoltà di filosofia si trova una targa che ricorda Jan Palach, in quanto egli frequentava questa sede universitaria.
C'è un grande parcheggio sotterraneo sotto la piazza, con delle strutture in superficie che disturbano leggermente l'impressione generale della piazza. Vi sorgono dei monumenti a due personalità della cultura ceca, una statua del compositore Antonín Dvořák e una statua del pittore Josef Mánes, più vicina al fiume.

## Trasporti
La Piazza Jan Palach è raggiungibile dalle linee 17 e 18 del tranvai o dalla linea A della metropolitana praghese. L'uscita della stazione del metrò di Staroměstská si trova accanto all'angolo sud-est della piazza, e accanto il ponte lì vicino si trova la stazione della metropolitana di Malostranská.